# Heltai Péter (újságíró)
Heltai Péter (Kolozsvár, 1962. december 21.) újságíró, szociológus, producer, egyetemi tanár.

## Életpályája
Szülei: Heltai Félix és Szabó Judit. 1981-ben érettségizett. 1982–1986 között a kolozsvári Babeș–Bolyai Tudományegyetem hallgatója volt. Egyetemi évei alatt, „Hegel” fedőnéven,  informátorként beszervezte a román titkosszolgálat, a Securitate. 1987-ben áttelepült Magyarországra. 1987-től a Magyar Tudományos Akadémia Szociológiai Kutatóintézetének munkatársa. 1988–1990 között a Szabad Európa Rádió román tagozatának budapesti tudósítója volt. 1989-ben az Országgyűlési Tudósítások egyik alapító szerkesztője volt. 1990–1991 között a firenzei Európai Egyetemen tanult. 1991–1993 között a Magyar Televízió aktuális műsorainak igazgatója volt. 1993–1995 között a Budapest Média Intézet szakmai igazgatója, valamint a József Attila Tudományegyetem kommunikáció tanára volt. 1993–1997 között a kisebbségi és határon túli műsorok vezetője volt. 1996–2000 között az Aktuális főszerkesztője volt. 1997–1998 között a Kisebbségi Európai Tv-s Szövetség alelnöke volt. 1997–2000 között a Magyar Televízió információs műsorainak főszerkesztője volt. 2000-ben a Budapesti Kommunikációs és Üzleti Főiskola egyik alapítója volt. 2000–2005 között az InfoRádió résztulajdonosa volt. 2001–2003 között a Médiamix havonta megjelenő újság alapítója, 2007-től online lapigazgatója. 2009–2010 között a Class FM-et működtető Advenio Zrt. igazgatósági tagja, valamint az RTL Klub felügyelőbizottsági tagja volt, mely tisztségekről a securitate-s ügynöki múltját bizonyító CNSAS iratok valódiságának igazolásakor mondott le.

## Magánélete
Felesége Görög Athéna újságíró, főszerkesztő.

## Művei
- Heltai Gáspár és Bornemisza Péter művei (1980)
- Athéna - Görög örömök (2005)
- A mi televíziónk (főszerkesztő, 2007)
- Magyarország – le is út, fel is út. Mi lenne, ha máról holnapra eltűnne?; szerk. Hankiss Elemér, Heltai Péter; Médiavilág Kft., Bp., 2008
- Münchhausen báró kerestetik. Mit kezdjünk a nagy magyar válsággal?; szerk. Hankiss Elemér, Heltai Péter; Médiavilág Kft., Bp., 2009
- Te rongyos élet... Életcélok és életstratégiák a mai Magyarországon; szerk. Hankiss Elemér, Heltai Péter; Médiavilág, Bp., 2010 (Új reformkor sorozat)

## Műsorai
- KorszakAlkotás
- Délidőben
- Reggel (2005)
- feszti körkép (2006)
- 7 főbűn (2006-2007)
- 56 villanás (2007)

## Díjai
- Kisebbségekért díj (1996)
- Pro Minoritate Díj (1996)
- Kamera Hungária-díj (2007)
- Prima Primissima díj (2010)